# Mittershausen-Scheuerberg
Mittershausen-Scheuerberg ist ein Stadtteil von Heppenheim (Bergstraße) im südhessischen Landkreis Bergstraße.

## Geographische Lage
Die beiden Dörfer Mittershausen und Scheuerberg liegen im Osten des Stadtgebietes von Heppenheim im Vorderen Odenwald am Oberlauf des Pfalzbachs, der auch als Lörzenbach bekannt ist, einem rechten westlichen Zufluss der Weschnitz. Der Ortsteil umfasst die aus 244 Hektar bestehende Gemarkung Mittershausen. Sie erreicht im Norden am bewaldeten Südwesthang eines der höchsten Berge im Odenwald, des Krehbergs (576 m), eine Höhe von etwa 460 Meter.
Die nächstgelegenen Ortschaften sind Ober-Hambach im Nordwesten, Schannenbach im Norden, Seidenbach im Nordosten, Igelsbach im Südosten, Wald-Erlenbach im Süden und Kirschhausen im Südwesten.

## Geschichte

### Geschichte Mittershausens
Mitterhausen entstand im Gebiet der ehemaligen Mark Heppenheim, einen Verwaltungsbezirk des Frankenreichs. Am 20. Januar 773 schenkte Karl der Große den Ort Heppenheim der ausgedehnten Mark Heppenheim dem Reichskloster Lorsch.
Die früheste bekannte schriftliche Erwähnung von Mitterhausen findet sich in einer Urkunde von 1339, in der durch Rudolf II. von der Pfalz der Kunigunde von Brück ihre Morgengabe zugesichert wurde. Die Entstehung des Dorfes wird im 8. Jahrhundert vermutet, da andere Dörfer im Umkreis von Mittershausen in dieser Zeit entstanden und weil die Endung -hausen ebenfalls auf diese Entstehungszeit hinweist. Es kann aber auch sein, dass der Ort, vergleichbar mit Kirschhausen und Sonderbach, erst im Anschluss an die Verleihung des Forst- und Wildbanns an das Kloster Lorsch 1012 erfolgte. 
Das Gebiet um Mittershausen wurde bereits ab ca. 1200 von den Schenken von Erbach als pfalzgräfliches Lehen gehalten, die es von Schloss Schönberg aus verwalteten. Mittershausen gehörte innerhalb des „Amtes Lindenfels“ zur „Neuen Zent“ und kam in einem Tauschvertrag zwischen den Erbacher Schenken Georg, Eberhard und Valentin und dem Kurfürsten Friedrich III. 1561 zur Kurpfalz.
Bis 1737 unterstand das „Amt Lindenfels“ dem Oberamt Heidelberg, danach wurde Lindenfels ein Oberamt. Mittershausen war innerhalb des „Amtes Lindenfels“ Teil der „Neuen Zent“, während das Oberamt zur „Pfalzgrafschaft bei Rhein“ (im „Kurfürstentum Pfalzbayern“ ab 1777) gehörte.
Die Geographisch-Historischen Beschreibung der Kurfürstl. Pfalz am Rheine von 1786 berichtet über Mittershausen:

„Ist anderthalb Stunden von Lindenfels westwärts entlegen und hat zu Nachbaren, gegen Ost Igelbach (Igelsbach), gegen Süd das Kurmainzische Dorf Kirschhausen, gegen West den Heppenheimer Stadtwald, gegen Norden Scheuerberg. Zwischen Konrad dem ältern Heern zu Erbach und Hademat zu Laber dem jungen waren über diesem Dörflein Irrungen entstanden, die Kurfürst Ludwig III. im Jahr 1419 entschieden hat. Gedachter von Laber behauptete, daß Mitterhusen und die dazu gehörigen Dörfer Mittelechtern und Schürberg sein Schwiegermutter zum Wittum verschrieben gewesen, wogegen aber Schenk Konrad behauptet hat, daß solche Dörfer Pfälzische Lehen, und zu Schöneberg, mithin nicht zu jenem Wittum gehörig seyen. Durch dasselbe laufet das bei vorgedachte Scheuerberg schon bemerkte Pfalzbächlein, treibet die sogenannte Dorfmühle, und setzet seinen Lauf noch Mittelechtern fort. Die eben bemerkte Landstraße nach Heppenheim ziehet neben dem Dorflein vorbei. Im J. 1734 enthielt es 18 Familien, 71 Seelen, 10 Wohnhäuser und eine Mühle. Die Gemarkung aber 212 M. Aecker, 41. M. Wiesen, 3 M. Gärten und 5 M. Wald. Am großen Zehnten beziehet die Kurpfälzische Hofkammer zwei und das Domkapitel zu Mainz ein Drittel. Am kleinen der Oberamtmann zwei und de Kath. Pfarrer zu Lindenfels ein Drittel.“

Das ausgehende 18. und beginnende 19. Jahrhundert brachte Europa weitreichende Änderungen. Als Folge der Napoleonischen Kriege wurde bereits 1797 das „Linke Rheinufer“ und damit der linksrheinische Teil der Kurpfalz durch Frankreich annektiert. In seiner letzten Sitzung verabschiedete im Februar 1803 der Immerwährende Reichstag in Regensburg den Reichsdeputationshauptschluss, der die territorialen Verhältnisse im Heiligen Römischen Reich (Deutscher Nation) neu regelte. Dabei erhielt die Landgrafschaft Hessen-Darmstadt, als Ausgleich für verlorene linksrheinische Gebiete, unter anderem rechts des Rheins gelegene Teile der aufgelösten Fürstentümer Kurmainz, Kurpfalz und des Bistums Worms zugesprochen. Auch das Oberamt Lindenfels und mit ihm Mittershausen kam an Hessen-Darmstadt. Dort wurde das Oberamt vorläufig als hessische Amtsvogtei weitergeführt. Die übergeordnete Verwaltungsbehörde war der „Regierungsbezirk Darmstadt“, der ab 1803 auch als „Fürstentum Starkenburg“ bezeichnet wurde.
In der Landgrafschaft Hessen-Darmstadt wurde mit Ausführungsverordnung vom 9. Dezember 1803 das Gerichtswesen neu organisiert. Für das Fürstentum Starkenburg wurde das „Hofgericht Darmstadt“ als Gericht der zweiten Instanz eingerichtet. Die Rechtsprechung der ersten Instanz wurde durch die Ämter bzw. Standesherren vorgenommen. Das Hofgericht war für normale bürgerliche Streitsachen Gericht der zweiten Instanz, für standesherrliche Familienrechtssachen und Kriminalfälle die erste Instanz. Übergeordnet war das Oberappellationsgericht Darmstadt. Damit hatten die „Zent Heppenheim“ und die mit ihr verbundenen Zentgerichte endgültig ihre Funktion eingebüßt.
Unter Druck Napoléons gründete sich 1806 der Rheinbund, bei gleichzeitigem Reichsaustritt der Mitgliedsterritorien.  Am 14. August 1806 erhob Napoleon die Landgrafschaft Hessen-Darmstadt, gegen deren Beitritt zum Rheinbund und Stellung hoher Militärkontingente an Frankreich, zum Großherzogtum, andernfalls drohte er mit Invasion. 1812 wurde der Amtsbereich des „Amts Lindenfels“ aufgeteilt und Mittershausen dem ehemals mainzischen „Amt Heppenheim“ zugewiesen. Im Jahr 1814 wurde die Leibeigenschaft im Großherzogtum aufgehoben.
1821 wurden im Rahmen einer umfassenden Verwaltungsreform die Amtsvogteien in den Provinzen Starkenburg und Oberhessen des Großherzogtums aufgelöst und Landratsbezirke eingeführt, wobei Mittershausen zum Landratsbezirk Lindenfels kam. Im Rahmen dieser Reform wurden auch Landgerichte geschaffen, die unabhängig von der Verwaltung waren. Deren Gerichtsbezirke entsprachen in ihrem Umfang den Landratsbezirken. Für den Landratsbezirk Lindenfels war das Landgericht Fürth als Gericht erster Instanz zuständig. Diese Reform ordnete auch die Verwaltung auf Gemeindeebene neu. So war die Bürgermeisterei in Mittershausen außer für Mittershausen auch für Breitenwiesen, Igelsbach, Knoden, Mitlechtern, Schannenbach und Scheuerberg zuständig. Entsprechend der Gemeindeverordnung vom 30. Juni 1821 gab es keine Einsetzungen von Schultheißen mehr, sondern einen gewählten Ortsvorstand, der sich aus Bürgermeister, Beigeordneten und Gemeinderat zusammensetzte.
1829 berichtet die Statistisch-topographisch-historische Beschreibung des Großherzogthums Hessen:

„Mittershausen (L. Bez. Lindenfels) reform. Filialdorf; liegt 1 1⁄2 St. von Lindenfels und hat 20 Häuser und 142 Einw., und unter diesen 28 Luth. 106 Reform. und 8 Kath. - Ueber diesen Ort waren zwischen Schenk Conrad von Erbach und Hademar zu Laber dem Jüngern Streitigkeiten entstanden, die vom Churfürsten Ludwig III. 1419 entschieden wurden. Im Jahr 1802 kam der Ort von Churpfalz an Hessen.“

Am 16. März 1842 fiel der Beschluss für eine Trennung. Schannenbach mit Knoden und Breitenweisen bildete ab dem 22. Juli eine eigene Bürgermeisterei, Scheuerberg und die übrigen Gemeinden blieben bei Mittershausen. Am 1. Juli 1906 wurde auf Betreiben der Einwohner für Mitterhausen und Scheuerberg eine eigene Bürgermeisterei gebildet und Mitlechtern mit Igelsbach erhielten ihrerseits eine Bürgermeisterei. Diese Einteilung hatte bis zum Ende des Zweiten Weltkriegs Bestand.
Im Neuestes und gründlichstes alphabetisches Lexicon der sämmtlichen Ortschaften der deutschen Bundesstaaten von 1845–48 finden sich folgender Eintrag:

„Mittershausen bei Lindenfels. — Dorf, zur evangel. Pfarrei Rimbach, resp. kathol. Pfarrei Lindenfels gehörig. — 20 H. 142 (meistens reform.) E. — Grosherzogthum Hessen. — Provinz Starkenburg, — Kreis Heppenheim. — Landgericht Fürth. — Hofgericht Darmstadt. — Das Dorf Mittershausen ist im J. 1802 von Churpfalz an Hessen übergegangen.“

### Geschichte Scheuerbergs
Das Dorf Scheuerberg gehört heute zum Ortsteil Mittershausen-Scheuerberg der Stadt Heppenheim. Wie Mittershausen entstand auch Scheuerberg im Gebiet der ehemaligen Mark Heppenheim.
Die erste urkundliche Erwähnung als Scheuerberger/Scheurburg erfolgte 1371, als der Edelknecht Albrecht Starkerad von Breuberg alle seine Güter in Mittershausen und Scheuerberg an die Schenken Konrad VI. von Erbach-Reichenberg und Heinrich II. von Erbach-Michelstadt verkaufte. Im Mittelalter gehörte der Ort dann den Schenken von Erbach, bis er 1561, wie auch Mittershausen, durch ein Tauschgeschäft zusammen mit der „Neuen Zent“ zum kurpfälzischen Oberamt Lindenfels kam. In der folgenden Zeit verlief die Geschichte Mittershausen innerhalb der „Neuen Zent“ parallel zu der von Mittershausen.
Die Geographisch-Historischen Beschreibung der Kurfürstl. Pfalz am Rheine von 1786 berichtet über Scheuerberg:

„Liegt zwo Stunden von der Stadt Lindenfels südwärts und hat zu Nachbarer gegen Ost Seidenbach, gegen Süd das Dörflein Mittershausem, gegen West und Norden den Heppenheimer Wald- und Feldgemarkung.« und weiter »Oberhalb des Dörfleins im Heppenheim Hochwalde entspringet das Pfalzbachlein, wild von einigen Brunquellen verstärket und laufet gegen Süd nach Mittershausen. Neben vorbei ziehet die Straße aus dem Gebirge nach Heppenheim und Bensheim. Im J. 1734 fanden sich in diesem Orte 7 Häuser, 12 Familien, 57 Seelen. Die Gemarkung enthält 130 M. Aecker, 31 M. Wiesen, 4 M. Gärten und 5 M. Wald. Am Zehnten genieset der zeitliche Oberamtmann als einen Besoldungstheil zwei und der Kath. Pfarrer ein Drittel. Ungeachtet es das kleinste Dörflein ist, hat es doch die Ehre, daß darin das gewöhnliche Zent und Hubgericht gehalten wird.“

Wie Mittershausen kam Scheuerberg auf Grund des Reichsdeputationshauptschlusses von 1803 zur Landgrafschaft Hessen-Darmstadt, die dann 1806 zum Großherzogtum Hessen erhoben wurde.
1829 berichtete die Statistisch-topographisch-historische Beschreibung des Großherzogthums Hessen:

„Scheuerberg: (L. Bez. Lindenfels) luth. reform. u. kath. Filialdorf liegt 1 St. von Lindenfels und hat 11 Häuser und 80 Einw. unter welchen 19 Luth. 40 Reform. und 21 Kath. sich befinden. Tauschweise kam im Jahr 1561 der Ort von Erbach an Churpfalz und 1802 an Hessen.“

Im Neuestes und gründlichstes alphabetisches Lexicon der sämmtlichen Ortschaften der deutschen Bundesstaaten von 1845–48 findet sich folgender Eintrag:

„Scheuerberg b. Lindenfels. — Dorf, zur reform. Pfarrei Schlierbach, resp. kathol. Pfarrei Lindenfels gehörig. — 11 H. 80 (meistens reform.) E. — Großherzogth. Hessen. — Prov. Starkenburg. — Kreis Heppenheim. — Landgericht Fürth. — Hofger. Darmstadt. — Das Dorf Scheuerberg ist im J. 1802 an Hessen gediehen. Früher gehörte der Ort zu Churpfalz.“

### Gemeinsame Geschichte der Dörfer
Nachdem beide Orte 1821 eine gemeinsame Bürgermeisterei im „Landratsbezirk Lindenfels“ bekamen, wechselten die übergeordneten Verwaltungseinheiten noch mehrfach infolge von Verwaltungsreformen. 1832 wurden Kreise geschaffen. Nach der am 20. August 1832 bekanntgegebenen Neugliederung sollte es in Süd-Starkenburg künftig nur noch die Kreise Bensheim und Lindenfels geben; der Landratsbezirk von Heppenheim sollte in den Kreis Lindenfels fallen. Noch vor dem Inkrafttreten der Verordnung zum 15. Oktober 1832 wurde diese aber dahingehend revidiert, dass statt des Kreises Lindenfels neben dem Kreis Bensheim der Kreis Heppenheim als zweiter Kreis gebildet wurde, zu dem nunmehr Mittershausen und Scheuerberg gehörte.
Infolge der Märzrevolution 1848 wurden mit dem „Gesetz über die Verhältnisse der Standesherren und adeligen Gerichtsherren“ vom 15. April 1848 die standesherrlichen Sonderrechte endgültig aufgehoben. In den Provinzen wurde die Kreise und die Landratsbezirke am 31. Juli 1848 abgeschafft und durch „Regierungsbezirke“ ersetzt, wobei die bisherigen Kreise Bensheim und Heppenheim zum Regierungsbezirk Heppenheim vereinigt wurden. Bereits vier Jahre später, im Laufe der Reaktionsära, kehrte man aber zur Einteilung in Kreise zurück und Mittershausen und Scheuerberg wurde Teil des neu geschaffenen Kreises Lindenfels.
Die im Dezember 1852 aufgenommenen Bevölkerungs- und Katasterlisten ergaben für Mittershausen und Scheuerberg: Mittershausen 172 Einwohner, Scheuerberg 82 Einwohner. Die gemeinsame Gemarkung bestand aus 979 Morgen, davon 453 Morgen Ackerland, 249 Morgen Wiesen und 249 Morgen Wald.
In den Statistiken des Großherzogtums Hessen werden für das Filialdorf Scheuerberg, bezogen auf Dezember 1867, die Bürgermeisterei und Gemarkung Mittershausen, 11 Häuser, 90 Einwohnern, der Kreis Lindenfels, das Landgericht Fürth, die evangelische reformierte Pfarrei Schlierbach bzw. die lutheranische Pfarrei Gronau des Dekanats Lindenfels und die katholische Pfarrei Lindenfels des Dekanats Heppenheim, angegeben.
Für Mittershausen wird dort angegeben: 23 Häuser, 155 Einwohner, der Kreis Lindenfels, das Landgericht Fürth, die evangelische reformierte Pfarrei Schlierbach bzw. die lutheranische Pfarrei Rimbach des Dekanats Lindenfels und die katholische Pfarrei Lindenfels des Dekanats Heppenheim. Die Bürgermeisterei in Mittershausen verwaltet außerdem die Filialdörfer Igelsbach (4 Häuser, 40 Einw.) und Mitlechtern (36 Häuser, 220 Einw.), jeweils mit eigener Gemarkung.
1870/71 nahm das Großherzogtum Hessen als Mitglied des Norddeutschen Bundes am Deutsch-Französischen Krieg teil. Am 10. Mai 1871 traten die süddeutschen Staaten dem Norddeutschen Bund bei und am 1. Januar 1871 trat dessen neue Verfassung in Kraft, mit der er sich nun Deutsches Reich nannte.
Im Großherzogtum wurden 1874 eine Anzahl von Verwaltungsreformen beschlossen. So wurden die landesständige Geschäftsordnung sowie die Verwaltung der Kreise und Provinzen durch Kreis- und Provinzialtage geregelt. Die Neuregelung trat am 12. Juli 1874 in Kraft und verfügte auch die Auflösung der Kreise Lindenfels und Wimpfen und die Eingliederung von Mittershausen mit Scheuerberg in den Kreis Heppenheim.
Anlässlich der Einführung des Gerichtsverfassungsgesetzes mit Wirkung vom 1. Oktober 1879, infolge derer die bisherigen großherzoglichen Landgerichte durch Amtsgerichte an gleicher Stelle ersetzt wurden, während die neu geschaffenen Landgerichte nun als Obergerichte fungierten, kam es zur Umbenennung in „Amtsgericht Fürth“ und Zuteilung zum Bezirk des Landgerichts Darmstadt.
Am Ende des 19. Jahrhunderts kündigte sich für den Odenwald langsam das Industriezeitalter an. So leistete die ab 1839 erbaute Staatsstraße von Worms über Bensheim, durch das Lautertal nach Lindenfels und weiter bis Michelstadt, einen wichtigen Beitrag zur Verbesserung der Infrastruktur des vorderen Odenwaldes. Sie erhielt den auf die Nibelungensage hinweisenden Namen „Nibelungenstraße“.
Im Jahr 1869 wurde die Eröffnung der Nibelungenbahn von Worms über Lorsch nach Bensheim gefeiert, wo sie Anschluss an die bereits 1846 fertiggestellten Bahnstrecke Frankfurt am Main–Heidelberg hatte. Für das Jahr 1900 waren weitere Infrastrukturverbesserungen zu vermelden, so wurde bei Worms sowohl die Ernst-Ludwig-Brücke für den Straßenverkehr, als auch die Eisenbahnbrücke über den Rhein dem Verkehr übergeben. Dass die Zeiten aber auch von viel Armut geprägt waren, zeigen die Zahlen der Auswanderer. So wurden von 1881 und 1900 529.875 deutsche Auswanderer gezählt. Am 1. Januar 1900 trat im ganzen Deutschen Reich das Bürgerliche Gesetzbuch in Kraft.

#### Zeit der Weltkriege
Am 1. August 1914 brach der Erste Weltkrieg aus. Als nach der deutschen Niederlage am 11. November 1918 der Waffenstillstand unterschrieben wurde, hatte Mittershausen mit Scheuerberg acht Gefallene zu beklagen.
Als weitere Ereignisse in der Neuzeit sind für Mittershausen-Scheuerberg zu nennen: Der Anschluss an die Stromversorgung erfolgte 1920 bis 1921. Eine Poststelle mit Telefonanschluss eröffnete 1928. Im Jahr 1927 wurde die Gemarkungsgröße einschließlich Scheuerbergs mit 244,6 ha angegeben.
Am 1. November 1938 wurde in Hessen eine Gebietsreform in den drei Provinzen Starkenburg, Rheinhessen und Oberhessen durchgeführt. In Starkenburg war der Kreis Bensheim besonders betroffen, da er aufgelöst und zum größten Teil dem Kreis Heppenheim zugeteilt wurde. Der Kreis Heppenheim übernahm auch die Rechtsnachfolge des Kreises Bensheim und erhielt den neuen Namen Landkreis Bergstraße.
In der Endphase des Zweiten Weltkriegsa erreichten amerikanische Verbände Mitte März 1945 den Rhein zwischen Mainz und Mannheim. Am 22. März überquerte die 3. US-Armee bei Oppenheim den Rhein und besetzte am 25. März Darmstadt. In den ersten Stunden des 26. März 1945 überquerten amerikanische Einheiten bei Hamm und südlich von Worms den Rhein, von wo sie gegen die Bergstraße vorrückten. Am 27. März standen amerikanische Truppen in Lorsch, Bensheim und Heppenheim. Mittershausen mit Scheuerberg hatte etwa 16 gefallene oder vermisste Soldaten in diesem Krieg zu beklagen.

#### Nachkriegszeit und Gegenwart
Im Jahr 1961 wurde die Gemarkungsgröße von Mittershausen mit Scheuerbach mit 245 ha angegeben, davon waren 63 ha Wald.
Mit den 1961 eingeführten Postleitzahlen wurden die Hausnummern im Ort neu vergeben.
Am 1. Juli 1971 wurde die bis dahin selbstständige Gemeinde Mittershausen im Zuge der Gebietsreform in Hessen auf freiwilliger Basis nach Heppenheim eingemeindet. Dabei erhielt die Hauptstraße den neuen Namen Am Pfalzbach. Für Mittershausen-Scheuerberg wurde ein Ortsbezirk mit Ortsbeirat und Ortsvorsteher nach der Hessischen Gemeindeordnung gebildet.
Am 25. September 1971 wurden die nach Heppenheim eingemeindeten Ortsteile dem Amtsgericht Bensheim zugeteilt.
Der Stadtteil beging vom 8. bis 17. September 1989 seine 650-Jahr-Feier auf Grund der Ersterwähnung Mittershausens im Jahre 1339. Zu diesem Anlass erhielt der Ortsteil sein heutiges Ortswappen. Im Jahr 1994 verschwisterten sich die Orte Mittershausen-Scheuerberg, Kirschhausen, Sonderbach und Wald-Erlenbach mit den französischen Orten: Brissarthe, Miré und Contigné im Département Maine-et-Loire. 1996 beteiligte sich die Ortschaft an dem hessischen Wettbewerb "Unser Dorf" und belegte den 3. Rang. Am 17. September 2001 kann der Ortsteil sein Dorfgemeinschaftshaus Am Auwiesenberg einweihen. Als vom 18. bis 27. Juli 2004 der Hessentag in Heppenheim stattfand, veranstaltet der Hanomag Club des Ortsteils auf einem Gelände von 6.000 m² eine landwirtschaftliche Ausstellung.

### Verwaltungsgeschichte im Überblick
Die folgende Liste zeigt die Staaten und Verwaltungseinheiten, denen Mittershausen und Scheuerberg angehört(e):
- vor 1561: Heiliges Römisches Reich, Grafschaft Erbach
- ab 1561: Heiliges Römisches Reich, Pfalzgrafschaft bei Rhein, Oberamt Lindenfels, Neu-Zent
- ab 1777: Heiliges Römisches Reich, Kurfürstentum Pfalzbayern (durch Erbfall), Pfalzgrafschaft bei Rhein, Oberamt Lindenfels, Neu-Zent
- ab 1803: Heiliges Römisches Reich, Landgrafschaft Hessen-Darmstadt,[Anm. 2] Fürstentum Starkenburg, Amt Lindenfels
- ab 1806: Großherzogtum Hessen,[Anm. 3] Fürstentum Starkenburg, Amt Lindenfels[33]
- ab 1812: Großherzogtum Hessen, Fürstentum Starkenburg, Amt Heppenheim
- ab 1815: Großherzogtum Hessen, Provinz Starkenburg, Amt Heppenheim
- ab 1821: Großherzogtum Hessen, Provinz Starkenburg, Landratsbezirk Heppenheim
- ab 1832: Großherzogtum Hessen, Provinz Starkenburg, Kreis Heppenheim
- ab 1848: Großherzogtum Hessen, Regierungsbezirk Heppenheim
- ab 1852: Großherzogtum Hessen, Provinz Starkenburg, Kreis Lindenfels
- ab 1871: Deutsches Reich, Großherzogtum Hessen, Provinz Starkenburg, Kreis Lindenfels
- ab 1874: Deutsches Reich, Großherzogtum Hessen, Provinz Starkenburg, Kreis Heppenheim
- ab 1918: Deutsches Reich, Volksstaat Hessen,[Anm. 4] Provinz Starkenburg, Kreis Heppenheim
- ab 1938: Deutsches Reich, Volksstaat Hessen, Landkreis Bergstraße[34][Anm. 5]
- ab 1945: Deutsches Reich, Amerikanische Besatzungszone,[Anm. 6] Groß-Hessen, Regierungsbezirk Darmstadt, Landkreis Bergstraße
- ab 1946: Deutsches Reich, Amerikanische Besatzungszone, Hessen, Regierungsbezirk Darmstadt, Landkreis Bergstraße
- ab 1949: Bundesrepublik Deutschland, Hessen, Regierungsbezirk Darmstadt, Landkreis Bergstraße
- ab 1972: Bundesrepublik Deutschland, Hessen, Regierungsbezirk Darmstadt, Landkreis Bergstraße, Stadt Heppenheim

### Bevölkerung

#### Einwohnerstruktur
Nach den Erhebungen des Zensus 2011 lebten am Stichtag, dem 9. Mai 2011, in Mittershausen-Scheuerberg 375 Einwohner. Darunter waren 12 (3,2 %) Ausländer. Nach dem Lebensalter waren 54 Einwohner unter 18 Jahren, 171 waren zwischen 18 und 49, 81 zwischen 50 und 64 und 66 Einwohner waren älter. Die Einwohner lebten in 162 Haushalten. Davon waren 64 Singlehaushalte, 39 Paare ohne Kinder und 51 Paare mit Kindern, sowie 12 Alleinerziehende und 3 Wohngemeinschaften. In 27 Haushalten lebten ausschließlich Senioren/-innen und in 114 Haushaltungen leben keine Senioren/-innen.

#### Einwohnerentwicklung
| • 1784: 071 Einwohner (Mittershausen)            |
| • 1784: 057 Einwohner (Scheuerberg)              |
| • 1806: 115 Einwohner, 15 Häuser (Mittershausen) |
| • 1806: 073 Einwohner, 8 Häuser (Scheuerberg)    |
| • 1829: 142 Einwohner, 20 Häuser (Mittershausen) |
| • 1829: 080 Einwohner, 11 Häuser (Scheuerberg)   |
| • 1867: 155 Einwohner, 23 Häuser (Mittershausen) |
| • 1867: 090 Einwohner, 11 Häuser (Scheuerberg)   |

| Mittershausen-Scheuerberg: Einwohnerzahlen von 1806 bis 2011 | Mittershausen-Scheuerberg: Einwohnerzahlen von 1806 bis 2011 | Mittershausen-Scheuerberg: Einwohnerzahlen von 1806 bis 2011 | Mittershausen-Scheuerberg: Einwohnerzahlen von 1806 bis 2011 | Mittershausen-Scheuerberg: Einwohnerzahlen von 1806 bis 2011 |
| --- | ------------------------------------------------------------ | ------------------------------------------------------------ | ------------------------------------------------------------ | ------------------------------------------------------------ |
| Jahr |                                                              |                                                              |                                                              | Einwohner                                                    |
| 1806 | 1806                                                         |                                                              | 188                                                          | 188                                                          |
| 1829 | 1829                                                         |                                                              | 222                                                          | 222                                                          |
| 1834 | 1834                                                         |                                                              | 260                                                          | 260                                                          |
| 1840 | 1840                                                         |                                                              | 259                                                          | 259                                                          |
| 1846 | 1846                                                         |                                                              | 246                                                          | 246                                                          |
| 1852 | 1852                                                         |                                                              | 254                                                          | 254                                                          |
| 1858 | 1858                                                         |                                                              | 245                                                          | 245                                                          |
| 1864 | 1864                                                         |                                                              | 248                                                          | 248                                                          |
| 1871 | 1871                                                         |                                                              | 244                                                          | 244                                                          |
| 1875 | 1875                                                         |                                                              | 245                                                          | 245                                                          |
| 1885 | 1885                                                         |                                                              | 256                                                          | 256                                                          |
| 1895 | 1895                                                         |                                                              | 295                                                          | 295                                                          |
| 1905 | 1905                                                         |                                                              | 290                                                          | 290                                                          |
| 1910 | 1910                                                         |                                                              | 285                                                          | 285                                                          |
| 1925 | 1925                                                         |                                                              | 266                                                          | 266                                                          |
| 1939 | 1939                                                         |                                                              | 232                                                          | 232                                                          |
| 1946 | 1946                                                         |                                                              | 303                                                          | 303                                                          |
| 1950 | 1950                                                         |                                                              | 312                                                          | 312                                                          |
| 1956 | 1956                                                         |                                                              | 258                                                          | 258                                                          |
| 1961 | 1961                                                         |                                                              | 276                                                          | 276                                                          |
| 1967 | 1967                                                         |                                                              | 318                                                          | 318                                                          |
| 1970 | 1970                                                         |                                                              | 310                                                          | 310                                                          |
| 1980 | 1980                                                         |                                                              | ?                                                            | ?                                                            |
| 1990 | 1990                                                         |                                                              | ?                                                            | ?                                                            |
| 2000 | 2000                                                         |                                                              | ?                                                            | ?                                                            |
| 2007 | 2007                                                         |                                                              | 448                                                          | 448                                                          |
| 2011 | 2011                                                         |                                                              | 375                                                          | 375                                                          |
| Datenquelle: Historisches Gemeindeverzeichnis für Hessen: Die Bevölkerung der Gemeinden 1834 bis 1967. Wiesbaden: Hessisches Statistisches Landesamt, 1968. Weitere Quellen: LAGIS; Zensus 2011: |                                                              |                                                              |                                                              |                                                              |

#### Religionszugehörigkeit
| • 1829: | 47 lutheranische (= 21,17 %), 146 reformierte (= 65,78 %) und 29 katholische (= 13,06 %) Einwohner |
| • 1961: | 221 evangelische (= 80,07 %), 52 römisch-katholische (= 18,84 %) Einwohner                         |

## Politik
Für Mittershausen-Scheuerberg besteht ein Ortsbezirk (Gebiete der ehemaligen Gemeinde Mittershausen) mit Ortsbeirat und Ortsvorsteher nach der Hessischen Gemeindeordnung. Der Ortsbeirat besteht aus sieben Mitgliedern. Seit den Kommunalwahlen 2021 gehören ihm vier Mitglieder der SPD und drei Mitglieder der CDU an. Ortsvorsteherin ist Gabriele Pfeifer (SPD).

## Sehenswürdigkeiten und Kultur
Sehenswert sind vor allem die zahlreichen Drei- und Vierseitgehöfte, die zum Teil noch aus der Zeit des Dreißigjährigen Krieges stammen.
In Mittershausen-Scheuerberg existieren 8 Vereine:
- Männergesangverein Sängerquartett 1925
- Freiwillige Feuerwehr 1963 mit einer Abteilung Jugendfeuerwehr
- Trachtengruppe 1965
- Sportverein 1968 mit Gymnastik-Gruppe
- Angelsportverein Pfalzbachtal (ASV 1975)
- Hanomag Club Mittershausen (HCM 1990)
- Äpelwoiverein 2004.
- Landfrauen Pfalzbachtal